# MaliVai Washington
MaliVai Washington (Glen Cove, Nueva York, 20 de junio de 1969) es un extenista profesional estadounidense. Alcanzó la final de Wimbledon en 1996, cuando cayó ante el neerlandés Richard Krajicek.

## Torneos de Grand Slam

### Finalista en Individuales (1)
| Año  | Torneo    | Oponente en la final | Resultado   |
| 1996 | Wimbledon | Richard Krajicek     | 3-6 4-6 3-6 |

## Títulos (4)

### Individuales (4)
| Leyenda                |
| Grand Slam (0)         |
| Tennis Masters Cup (0) |
| ATP Masters Series (0) |
| ATP Tour (4)           |

| N.º | Fecha                 | Torneo                    | Superficie    | Oponente en la final        | Resultado      |
| --- | --------------------- | ------------------------- | ------------- | --------------------------- | -------------- |
| 1.  | 10 de febrero de 1992 | Memphis, Estados Unidos   | Dura          | Wayne Ferreira (Sudáfrica)  | 6-3 6-2        |
| 2.  | 4 de mayo de 1992     | Charlotte, Estados Unidos | Tierra batida | Claudio Mezzadri (Suiza)    | 6-3 6-3        |
| 3.  | 10 de octubre de 1994 | Ostrava, República Checa  | Moqueta       | Arnaud Boetsch (Francia)    | 4-6 6-3 6-3    |
| 3.  | 15 de abril de 1996   | Bermudas, Bermudas        | Tierra batida | Marcelo Filippini (Uruguay) | 6-7(6) 6-4 7-5 |

### Finalista en individuales (9)
- 1992: Auckland (pierde ante Jaime Yzaga)
- 1992: Tampa (pierde ante Jaime Yzaga)
- 1992: Mánchester (pierde ante Jacco Eltingh)
- 1992: New Haven (pierde ante Stefan Edberg)
- 1993: Auckland (pierde ante Alexander Volkov)
- 1993: Key Biscayne AMS (pierde ante Pete Sampras)
- 1995: Ostrava (pierde ante Wayne Ferreira)
- 1995: Essen AMS (pierde ante Thomas Muster)
- 1996: Wimbledon (pierde ante Richard Krajicek)

### Dobles (0)
| Leyenda                |
| Grand Slam (0)         |
| Tennis Masters Cup (0) |
| ATP Masters Series (0) |
| ATP Tour (0)           |

### Finalista en dobles (1)
- 1995: Bogotá (junto a Steve Campbell, pierden ante Jiří Novák y David Rikl)